# Lepidotis subinundatum
Lepidotis es un género monotípico de helechos perteneciente a la familia Lycopodiaceae. Su única especie: es Lepidotis subinundatum.

## Taxonomía
Lepidotis subinundatum fue descrita por Motozi Tagawa y publicado en Acta Phytotaxonomica et Geobotanica 10: 75. 1941.